# Саут-Велдон (Північна Кароліна)
Саут-Велдон (англ. South Weldon) — переписна місцевість (CDP) в США, в окрузі Галіфакс штату Північна Кароліна. Населення — 550 осіб (2020).

## Географія
Саут-Велдон розташований за координатами 36°24′49″ пн. ш. 77°36′9″ зх. д. / 36.41361° пн. ш. 77.60250° зх. д. (36.413552, -77.602424).  За даними Бюро перепису населення США в 2010 році переписна місцевість мала площу 1,13 км², уся площа — суходіл.

## Демографія
Згідно з переписом 2010 року, у переписній місцевості мешкало 705 осіб у 241 домогосподарстві у складі 172 родин. Густота населення становила 625 осіб/км².  Було 289 помешкань (256/км²).
Расовий склад населення:
| - 78,7 % — чорних або афроамериканців - 14,9 % — білих - 1,1 % — корінних американців - 0,1 % — азіатів - 3,3 % — осіб інших рас |

До двох чи більше рас належало 1,8 %. Частка іспаномовних становила 5,1 % від усіх жителів.
За віковим діапазоном населення розподілялося таким чином: 36,3 % — особи молодші 18 років, 55,2 % — особи у віці 18—64 років, 8,5 % — особи у віці 65 років та старші. Медіана віку мешканця становила 25,3 року. На 100 осіб жіночої статі у переписній місцевості припадало 85,5 чоловіків;  на 100 жінок у віці від 18 років та старших — 77,5 чоловіків також старших 18 років.
Середній дохід на одне домашнє господарство  становив 17 232 долари США (медіана — 9375), а середній дохід на одну сім'ю — 19 862 долари (медіана — 13 000). За межею бідності перебувало 77,3 % осіб, у тому числі 100,0 % дітей у віці до 18 років та 56,0 % осіб у віці 65 років та старших.
Цивільне працевлаштоване населення становило 143 особи. Основні галузі зайнятості: публічна адміністрація — 32,2 %, оптова торгівля — 29,4 %, сільське господарство, лісництво, риболовля — 15,4 %, науковці, спеціалісти, менеджери — 9,8 %.